# Bounnhang Vorachith
Bounnhang Vorachith (Savannakhet, 15 de agosto de 1938) é um político laociano. Foi presidente de seu país de 19 de abril de 2016 a 22 de março de 2021, selecionado pelo seu partido para concorrer às eleições como sucessor de Choummaly Sayasone, o qual era vice-presidente em sua gestão. Anteriormente, ele atuou como vice primeiro ministro de 1996 a 2001, como primeiro-ministro de 2001 a 2006 e como vice-presidente do Laos de 2006 a 2016.

## Inicio de vida
Boungnang Vorachith ingressou no movimento de resistência nacionalista comunista, Pathet Lao em 1951 e trabalhou no departamento de propaganda das forças armadas em Savannakhet. Em 1956, ele foi transferido para as tropas de combate. Ele estudou no Vietnã de 1958 a 1961, depois retornou ao Laos para ajudar a se preparar para a conquista da província de Luang Namtha. Após a vitória em Luang Namtha em 1962, ele retornou ao Vietnã e estudou em uma faculdade militar.

## Carreira política
Vorachich antes de se tornar Primeiro Ministro em 2001, atuou como vice do primeiro ministro desde 1996. Além disso, ele foi de 1996 a 1999 o presidente do Comitê de Cooperação Laos-Vietnã e de 1999 a 2001 ele foi ministro das Finanças. 
Em 26 de março de 2001, ele foi eleito primeiro-ministro do Laos ficando na função até 2006. No mesmo ano, no dia 8 de março tornou-se vice-presidente de Laos, enquanto Choummaly Sayasone era o presidente.
No 10º Congresso do Partido Revolucionário do Povo do Laos ocorrido em 22 de janeiro de 2016 ele foi eleito para suceder Choummaly Sayasone na presidência do país.